# Cryptobia helicis
Cryptobia helicis je symbiontem plicnatých plžů (Pulmonata) a patří do třídy kinetoplastida. Byla objevena americkým paleontologem, parazitologem a anatomem Josephem Leidym.

## Objev
Cryptobia helicis objevil a popsal v roce 1846 Joseph Leidy. Nalezl ho v materiálu odebraného z rozmnožovacího ústrojí tří druhů suchozemských plicnatých plžů, které nasbíral v okolí Filadelfie v Pensylvánii (USA).

## Morfologie
Velikost C. helicis se pohybuje od 11,25 × 1,25 μm do 27 × 2,25 μm. Tělo má lehce srpovitý tvar a je většinou 10-12x delší než širší, avšak mohou být pozorováni i kratší, či delší jedinci. Přední konec těla C. helicis je zaoblený a v zadní části se postupně zužuje do špičky. Arteriorní bičík dosahuje přibližně poloviny, až tří-čtvrtin délky těla. Adherentní bičík se nachází v zadní části těla, dosahuje délky těla jedince a slouží k přichycování či ke klouzání po substrátu. Jádro se nachází ve středu, nebo lehce nad středem těla jedince. Kinetoplast je dlouhý 2 až 2,5 μm a má tyčinkovitý tvar, který může být na jednom z konců tlustší. K jeho zadnímu konci je připevněna mitochondrie. V cytoplasmě C. helicis se nachází drobné granulární inkluze.

## Výskyt
Cryptobia helicis se vyskytuje v prostředí bohatém na živiny, kde se živí bakteriemi. Vyskytuje se, jak již bylo zmíněno, v zásobních váčcích (semenných schránkách) hlemýždě zahradního (Helix pomatia), kde je z ekologického hlediska spíše endobiotickým komenzálem než parazitem. Takže přítomnost C. helicis v semenných schránkách hlemýždě zahradního nemá na hostitele žádný vliv. U hlemýždě zahradního na našem území bývá nákaza prvokem C.helicis téměř 100%.

## Kinetoplast
C. helicis obsahuje tzv. pankineplastidovou DNA (pan-kDNA) a jedná se o mtDNA, která je rozprostřena po celém mitochondriálním lumen. I přes to, že C. helicis je primitivní kinetoplastidový bičíkovec, tak si jeho mitochondriální (kinetoplastidová, či pankinetoplastidová) DNA zachovala nejsložitější strukturu, která je v přírodě známá. Tato velmi složitá DNA se skládá z 4,2 kb minikruhů (minicircles) a 43 kb maxikruhů (maxicircles). 85 % minikruhů je ve formě superzávitů (supercoil), 6 % ve formě relaxovaných monomerů a zbylých 9 % je ve formě katenovaných oligomerů, které se skládají jak ze superzávitů, tak relaxovaných oligomerů. Maxikruhy kódují typické mitochondriální geny a nikdy je nenajdeme v katenované formě jako minikruhy. Tato pan-kDNA představuje 36 % celkové buněčné DNA C. helicis.
C. helicis je díky této pan-kDNA vhodný pro evoluční studie. Zároveň je také snadno kultivovatelný v čisté formě oproti jiným bodonidům, protože ke kultivaci nevyžaduje krmné bakterie. A ze sekvenací SSU a LSU rRNA bylo také zjištěno, že představuje nejstarší známou větev kinetoplastidní linie.